# Be&Be
Be&Be je austrijska katolička nakladnička kuća čije je sjedište u sklopu kampusa Filozofsko-teološke visoke škole Benedikt XVI. u Heiligenkreuzu u Donjoj Austriji. Njezino je nakladničko djelovanje prvenstveno usmjereno na objavljivanje knjiga i ilustriranih stručnih časopisa na njemačkom jeziku.  
Među mnogim do danas objavljenim naslovima najzastupljenija su djela autora s područja duhovnosti, teologije, psihologije i raznih religijskih tema. Mnogi se autori značajnog broja objavljenih knjiga bave temama vezanim uz povijest, duhovnost i djelovanje benediktinaca i cistercita, zatim temama s područja umjetnosti i arhitekture, te osobito temama vezanim uz postojanje i djelovanje opatije Heiligenkreuz i tamošnje Filozofsko-teološke visoke škole Benedikt XVI.

## Povijest
Nakladničku kuću Be&Be utemeljili su 1931. godine cisterciti opatije Heiligenkreuz pod imenom Heiligenkreuzer Verlag kao društvo s ograničenom odgovornošću: ta je kuća provotno objavljivala samo seriju publikacija pod nazivom Studije iz Heiligenkreuza (njem. Schriftenreihe Heiligenkreuzer Studien), a njezino je djelovanje od osnutka integrirano u gospodarstvo opatije Heiligenkreuz. Dio tiskanih izdanja danas je ujedno i vrijedna teološko-nastavna literatura za potrebe Filozofsko-teološke visoke škole Benedikt XVI.
Od 2007. godine nakladnička kuća djeluje pod imenom Be&Be (katkada i kao Be+Be), koje odražava duhovnu usmjerenost i odanost liku i djelu Benedikta iz Nursije i Bernarda iz Clairvauxa. Ravnatelj nakladničke kuće je Karl Wallner, cistercit opatije Heilgenkreuz i profesor Filozofsko-teološke visoke škole Benedikt XVI.

## Autori i nakladništvo
Nakladnička djelatnost kuće Be&Be temelji se na objavljivanju stručnih knjiga, katoličkih priča i knjiga za djecu, romana i u novije vrijeme zvučnih knjiga. Osim objavljivanja periodičnih publikacija – primjerice godišnjaka Ambo veleučilišta Heiligenkreuz i cistercitskoga znanstvenog časopisa Analecta Cisterciensia, urednici pojedinih izdanja trude se aktualne teme učiniti lako razumljivima i dostupnima širokom čitateljstvu.
Mala biblioteka Zapadnoga svijeta (njem. Kleine Bibliothek des Abendlandes, skraćeno KBA) jedna je od posebnosti nakladničkoga programa kuće Be&Be u kojoj se nanovo objavljuju starija i rasprodana izdanja o povijesti kršćanstva i svećenstva u zemljama Zapadnoga svijeta.
Autori najobjavljivanijih djela u sferi duhovnosti su mnogi cisterciti opatije Heiligenkreuz i profesori tamošnje Filozofsko-teološke visoke škole Benedikt XVI., posebice opat Maximilian Heim, pater Karl Wallner, njemačka filozofkinja Hanna-Barbara Gerl-Falkovitz, pater Bernhard Vošicky i generalni tajnik Visoke škole Johannes Paul Chavanne.

## Vanjske poveznice
- Der katholische Be&Be Verlag (njem.)
- Stift Heiligenkreuz / Sammlungen: Neuerscheinungen (njem.)
- YouTube – Stift Heiligenkreuz: Gute Bücher aus Heiligenkreuz (njem.)
- Kritikatur.de – Be&Be-Verlag  Arhivirana inačica izvorne stranice od 31. prosinca 2021. (Wayback Machine) (njem.)
- Linity.com – Be&Be-Verlag (njem.)